# José Pintos Saldanha
José Luis Pintos Saldanha (Artigas, 25 marzo 1964) è un ex calciatore uruguaiano, di ruolo difensore.

## Palmarès

### Club

#### Competizioni nazionali
- Campionato uruguaiano: 1

Nacional: 1992
- Liguilla Pre-Libertadores de América: 3

Nacional: 1990, 1992, 1993

#### Competizioni internazionali
- Coppa Libertadores: 1

Nacional: 1988
- Coppa Intercontinentale: 1

Nacional: 1988
- Coppa Interamericana: 1

Nacional: 1988
- Recopa Sudamericana: 1

Nacional: 1989

### Nazionale
- Coppa America: 1

1987

### Individuale
- Equipo Ideal de América: 1

1988